# Liffol-le-Grand
Liffol-le-Grand ist eine französische Kleinstadt im Département Vosges in der Region Grand Est (bis 2015 Lothringen) mit 2.108 Einwohnern (Stand: 1. Januar 2022). Sie gehört zum Arrondissement Neufchâteau und zum Kanton Neufchâteau. Die Einwohner werden Liffolois(es) genannt.

## Geographie
Liffol-le-Grand liegt an der Grenze zum Département Haute-Marne. Durch das Gemeindegebiet fließt die Saônelle. Umgeben wird Liffol-le-Grand von den Nachbargemeinden Villouxel und Pargny-sous-Mureau im Norden, Mont-lès-Neufchâteau im Nordosten, Fréville im Osten, Bazoilles-sur-Meuse im Südosten, Harréville-les-Chanteurs im Südosten und Süden, Liffol-le-Petit im Südwesten, Aillianville im Westen sowie Brechainville im Nordwesten.
Durch die Gemeinde führt die frühere Route nationale 427 (heutige D674).

## Bevölkerungsentwicklung
| Jahr      | 1962 | 1968 | 1975 | 1982 | 1990 | 1999 | 2006 | 2014 | 2020 |
| Einwohner | 2632 | 3093 | 3207 | 3174 | 2812 | 2524 | 2356 | 2174 | 2124 |

## Sehenswürdigkeiten
- Kirche Saint-Vincent, 1901 errichtet, der Glockenturm ist ein früherer Donjon
- Kapelle Notre-Dame du Bois le Comte
- Kloster Fraichefontaine
- Brunnen Saint-Vincent
- Archäologisches Museum
- Waschhaus

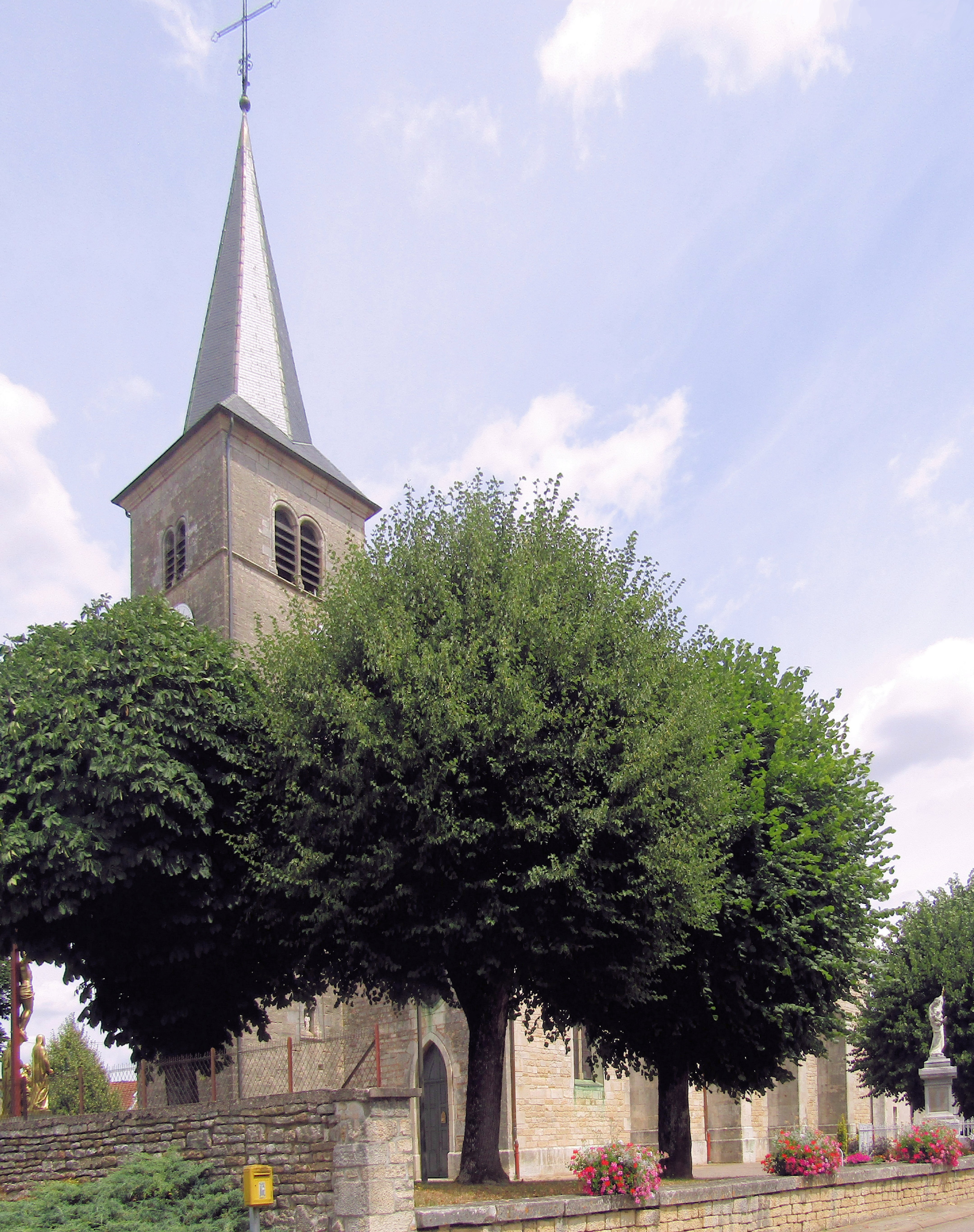
Kirche Saint-Vincent
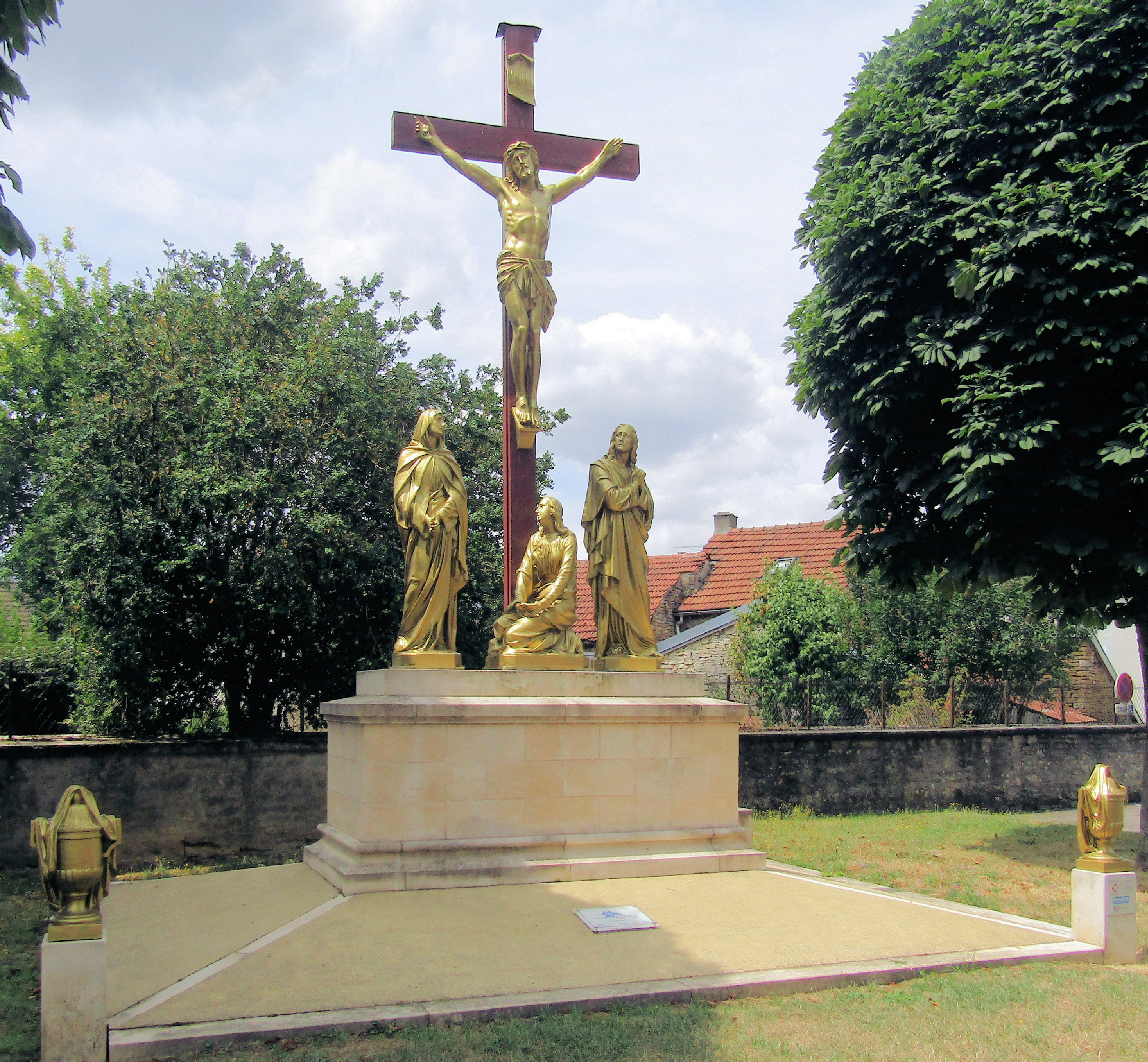
Kreuzigungsgruppe an der Kirche
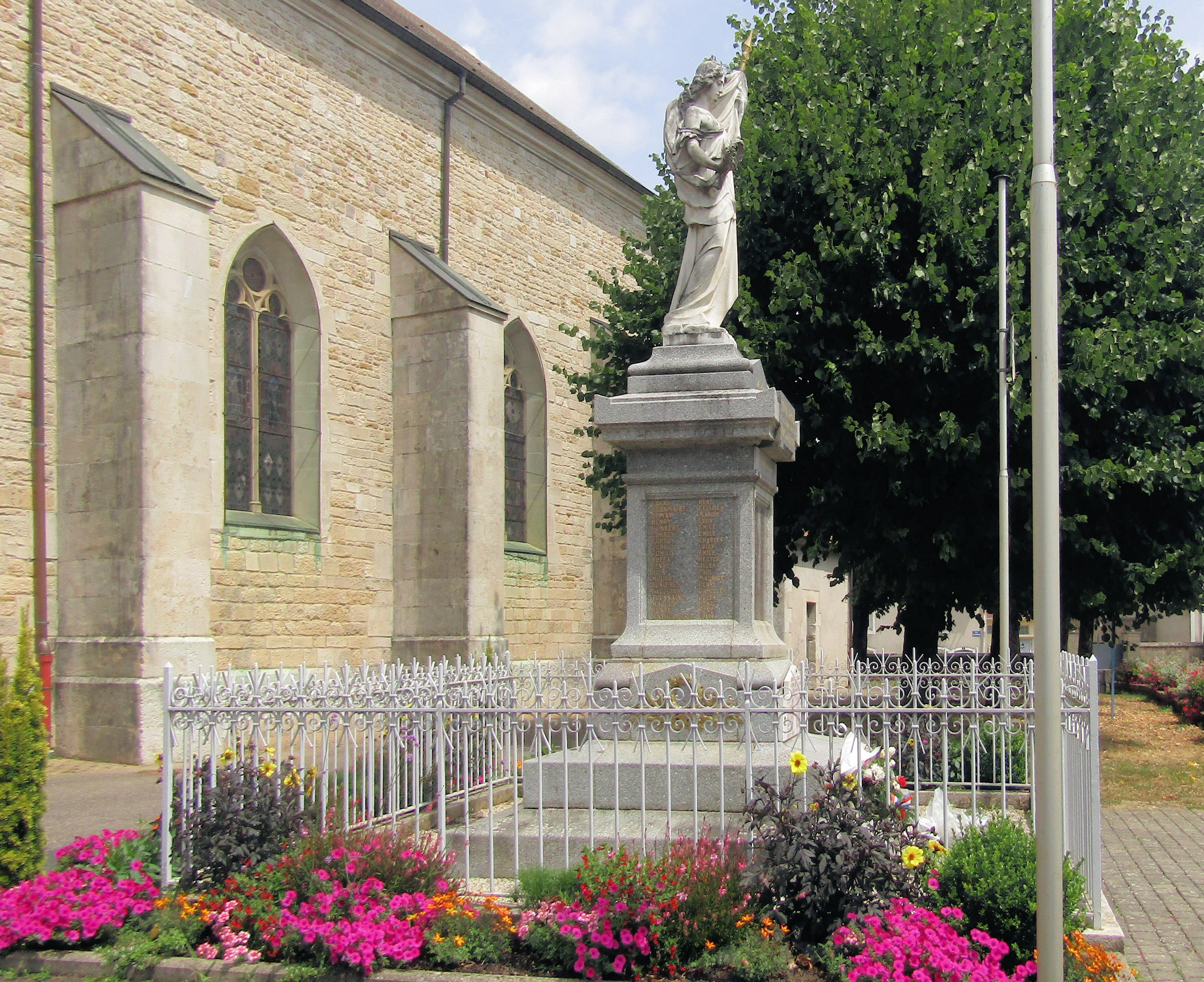
Gefallenendenkmal